# Cossourado (Barcelos)
Cossourado é uma povoação portuguesa sede da Freguesia de Cossourado do Município de Barcelos, freguesia com 6,44 km² de área e 758 habitantes (censo de 2021), tendo, por isso, uma densidade populacional de 117,7 hab./km².

## Demografia
A população registada nos censos foi:
| Distribuição da População por Grupos Etários | Distribuição da População por Grupos Etários | Distribuição da População por Grupos Etários | Distribuição da População por Grupos Etários | Distribuição da População por Grupos Etários |
| -------------------------------------------- | -------------------------------------------- | -------------------------------------------- | -------------------------------------------- | -------------------------------------------- |
| Ano                                          | 0-14 Anos                                    | 15-24 Anos                                   | 25-64 Anos                                   | > 65 Anos                                    |
| 2001                                         | 176                                          | 165                                          | 444                                          | 142                                          |
| 2011                                         | 132                                          | 102                                          | 434                                          | 157                                          |
| 2021                                         | 91                                           | 92                                           | 405                                          | 170                                          |

## História
Cossourado foi couto instituído por D. Afonso Henriques, em 1135, e assim permaneceu muito tempo, até pertencer à terra e julgado de Aguiar e depois passar a comenda da Ordem de Cristo. Aparecendo já documentada no século XI, vem no Censual do Bispo D. Pedro, com a designação de Santa Maria da Cadavosa, o que indica que a sua primeira matriz não foi a igreja actual, mas a Capela de N. Sr.ª da Cadavosa e, com efeito, não só se sabe que a actual igreja foi apenas construída no século XVIII, como informações de 1758 revelam que a referida capela foi, antigamente, abadia paroquial. Outras teses acrescentam que a mesma capela tanto corresponde à extinta Igreja Paroquial, que ainda é, algumas vezes, chamada de “Igreja Velha”.
Apresentando-se nas inquirições de 1220, com o nome De Sancto Jacobo de Coissoirados, Cossourado foi ainda conhecido por Courado e, mesmo por Encosoyrado (censo 1527). Segundo o Padre António Gomes Pereira, o seu topónimo deriva, do latim Cossus Auratus, designação que terá sido bastante vulgar na época romana, mas para o arqueólogo Brochado de Almeida, a existência do Castro de S. Simão sugere que a origem etimológica de Cossourado provém, antes, de “coissoiros”, um nome associado aos castros.

## Heráldica
-Brasão: Escudo de verde, duas flores de linho de prata, botoadas e realçadas de azul e um cossouro de ouro, aberto do campo, tudo bem ordenado; campanha diminuta de prata e azul de três tiras. Coroa mural de prata de três torres. Listel branco, com a legenda a negro: “Cossourado – Barcelos”.
-Bandeira: Amarela. Cordão e borlas a ouro e verde. Haste e lança de ouro.
-Selo: nos termos da Lei, com a legenda: “Freguesia de Cossourado – Barcelos”.

## Património
- Igreja Paroquial de Cossourado
- Capela de S.Simão
- Capela de Nossa Senhora da Cadavosa
- Castro de S. Simão
- Ponte Romana da Caridade
- Escola Primária

## Colectividades
- A.R.C.C – Associação Recreativa e Cultural de Cossourado
- C.N.E. Agrupamento 1203 - S. Tiago de Cossourado
- APEAJIEC – Associação de Pais e Encarregados de Educação dos Alunos do Jardim-de-infância e Escola de Cossourado
- Grupo Coral de Cossourado
- Grupo Coral de S. Tiago de Cossourado
- Grupo de Catequese de Cossourado

## Festas e Romarias
- Festa em Honra do Menino e S. Sebastião (Janeiro)
- Festa do Corpo de Deus (2ª quinta-feira a seguir ao Pentecostes)
- Festa de Nossa Senhora da Cadavosa e S. Paio (Setembro)
- Festa de Nossa Senhora do Rosário (Outubro)
- Festa do "Pão das Almas" (Dia de Todos-os-Santos)

## Política

### Eleições autárquicas
| Data | %       | V       | %       | V       | %     | V  | %     | V   | %       | V       |
| Data | PPD/PSD | PPD/PSD | CDS-PP  | CDS-PP  | PS    | PS | IND   | IND | PSD-CDS | PSD-CDS |
| ---- | ------- | ------- | ------- | ------- | ----- | -- | ----- | --- | ------- | ------- |
| 1976 | 51,80   | 4       | 45,88   | 3       |       |    |       |     |         |         |
| 1979 | 37,73   | 3       | 61,52   | 6       |       |    |       |     |         |         |
| 1982 | 28,34   | 2       | 69,65   | 7       |       |    |       |     |         |         |
| 1985 | 39,96   | 3       | 57,57   | 4       |       |    |       |     |         |         |
| 1989 | 90,14   | 7       |         |         |       |    |       |     |         |         |
| 1993 | 67,40   | 5       | 30,04   | 2       |       |    |       |     |         |         |
| 1997 | 80,96   | 6       |         |         | 16,81 | 1  |       |     |         |         |
| 2001 | 75,26   | 6       | 22,16   | 1       |       |    |       |     |         |         |
| 2005 | 45,80   | 3       | 49,64   | 4       |       |    |       |     |         |         |
| 2009 | 31,20   | 2       | 67,00   | 5       |       |    |       |     |         |         |
| 2013 |         |         | 73,64   | 6       | 23,90 | 1  |       |     |         |         |
| 2017 | CDS-PP  | CDS-PP  | PPD/PSD | PPD/PSD | 25,22 | 2  | 44,80 | 3   | 27,16   | 2       |
| 2021 | CDS-PP  | CDS-PP  | PPD/PSD | PPD/PSD | 44,90 | 3  |       |     | 50,45   | 4       |